# Muhsin Al-Ramli
Muhsin Al-Ramli (Sedira, Iraque 7 de março de 1967) é um escritor iraquiano expatriado que vive em Madri, Espanha, desde 1995. É tradutor de vários clássicos espanhóis para o árabe. Produziu a tradução completa de Dom Quixote do espanhol para o árabe. Ensina no Saint Louis University Madrid Campus. É o atual editor da Alwah, uma revista de literatura e pensamento árabe, que ele cofundou.
Tem doutorado em filosofia, filologia espanhol pela Universidade Autônoma de Madrid 2003, o tema de sua tese: Os traços da cultura islâmica em Don Quixote.

## Das suas obras publicadas
- Presente do próximo século (notícias) 1995.
- Em busca de um Coração Vivo (Teatro) 1997.
- Deixa distante do Tigre (notícias) 1998.
- Espalhando migalhas (Romance) 2000 Prêmio Arkansas (EUA) 2002 até a versão em Inglês: (Scattered Crumbs).
- As felizes noites do bombardeio (de Narração) 2003.
- Somos todos viúvos das Respostas (Poesia) 2005.
- Dedos de dátiles (Novela) 2008.
- Dormindo entre soldados (Poesia) 2011.
- Bagdá e laranjas chineses amor (histórias) 2011.
- Os jardins do Presidente (Romance) 2012.
- Vencedor Loss (poesia) 2013.
- Adeus, Cousins (romance) 2014.
- As mais belas enigmas, poesia para crianças, Ed. 2015 Sama Emirados Árabes.
- O lobo do amor e livros (Romance) 2015.

## Traduções
1. Laranjas e giletes em Bagdá/Naranjas y cuchillas en Bagdad, Fedra Rodríguez Hinojosa (trad.),  (n.t.) Revista Literária em Tradução, nº 1 (set/2010), Fpolis/Brasil, ISSN 2177-5141